# رهگیری نظرسنجی‌ها
رهگیر یا ردیاب نظرسنجی ها، نمایشگرِ نتایجِ مجموعه‌ای از نظرسنجی‌های مختلف در کنارهم است که در بازه زمانی مشخص و به منظور سنجش تغییرات در افکار، نگرش‌ها و رفتارهای جامعه آماری مورد نظر، به صورت مداوم تکرار می‌شود. مفهوم رهگیری در اینجا به معنای اندازه‌گیری مداوم نمونه‌های مستقل می‌باشد.
رهگیری نظرسنجی‌ها کاربردهای مختلفی دارند؛ از مبارزات انتخاباتی گرفته تا اندازه‌گیری میزان تمایل مصرف‌کننده در یک تحقیقات بازاریابی.
هدف رهگیری نظرسنجی‌ها تقریباً در همه کاربردهای آن، تهیه یک ارزیابی مداوم – ونه یکبار یا یک دوره – درباره یک موضوع در حال تغییر و تحول است.
رهگیری نظرسنجی ها، انعطافپذیری قابل توجهی در تحلیل داده‌ها عرضه می‌کند.
متدولوژی‌های سازگار- به کار رفته در نظرسنجی ها- روندهای زمانی مفیدی را در هنگام رهگیری نظرسنجی‌ها به وجود می‌آورند.